# Channel A
Channel A（韓語：채널A），是一间在大韩民国利用收费形式播出的频道。由首尔广播公司和东亚日报共同建立，2010年12月31日韩国广播通信委员会允许Channel A在韩国作为综合编成频道运营商播出，并要求其在2011年12月1日开台。